# Elisabeth von Görz und Tirol

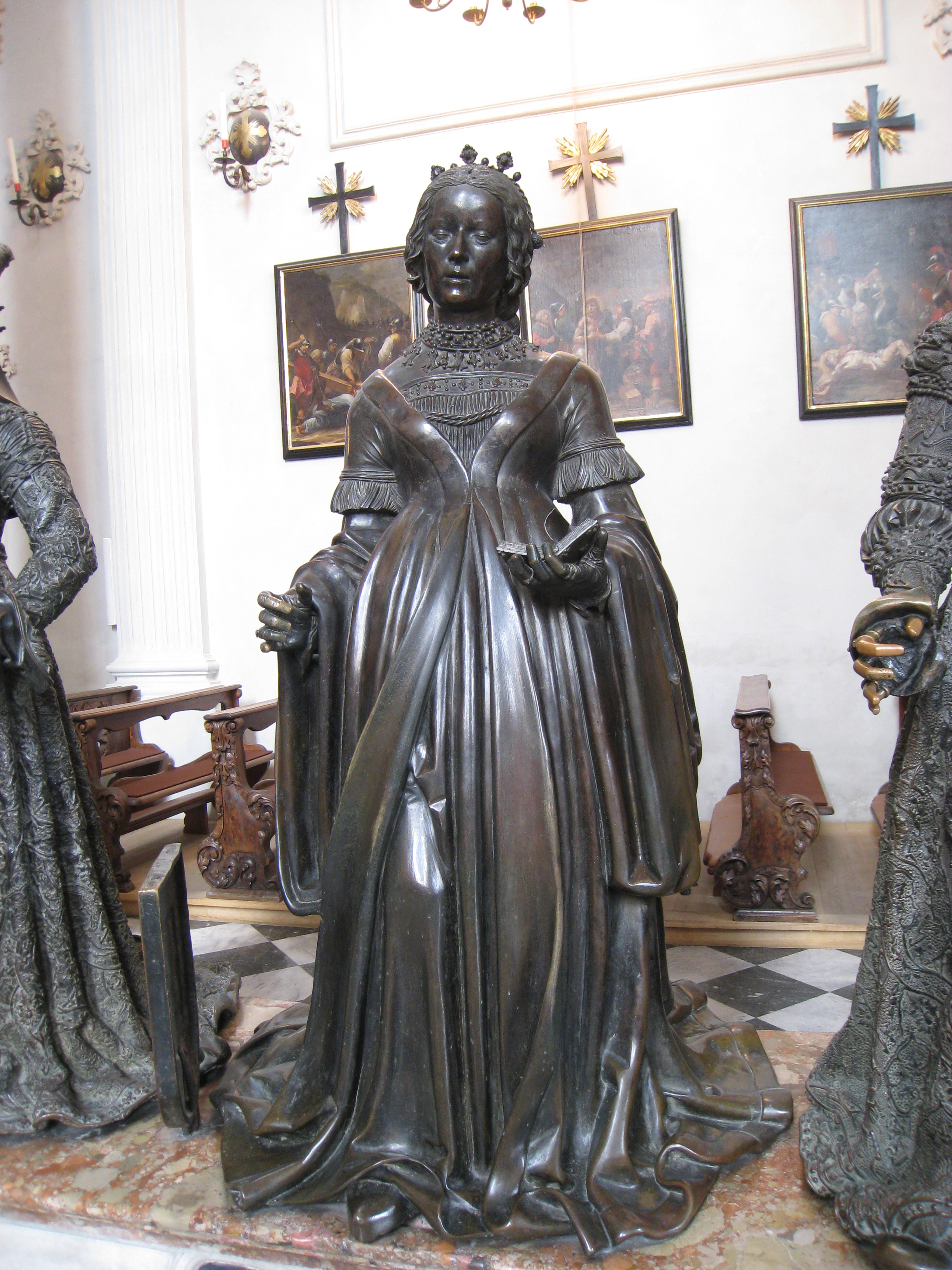
Bronzestatue in der Hofkirche zu Innsbruck

Elisabeth von Görz und Tirol (* um 1262 in München; † 28. Oktober 1313 in Königsfelden) war durch Heirat mit dem Habsburger Albrecht ab 1283 Herzogin von Österreich und der Steiermark und ab 1298 erwählte römisch-deutsche Königin.

## Leben
Elisabeth, deren Geburtsdatum von keinem der zeitgenössischen Chronisten verzeichnet wurde, war die gemeinsame Tochter des Grafen Meinhard II. von Görz und Tirol, ab 1286 Herzog von Kärnten, aus dem Geschlecht der Meinhardiner und seiner Ehefrau Elisabeth von Bayern, der ältesten Tochter des Herzogs Otto II. aus dem Geschlecht der Wittelsbacher und Witwe des römisch-deutschen Königs Konrad IV. Mütterlicherseits war Elisabeth eine Halbschwester Konradins.
Um 1272 verlobte Meinhard seine Tochter Elisabeth mit Albrecht von Habsburg (1255–1308), dem ältesten Sohn des nachmaligen römisch-deutschen Königs Rudolf I. und dessen erster Ehefrau Gertrud von Hohenberg. Diese Verlobung sollte zur Bestätigung der Freundschaft zwischen Meinhard und Rudolf dienen, die alte Parteigänger der Staufer und gleichgesinnte Territorialherren waren. Beide strebten erfolgreich nach einer Ausweitung ihrer Hausmacht, unterstützten sich gegenseitig in ihren politischen Zielen und verschwägerten sich nach Rudolfs Wahl zum König (1273) definitiv durch die am 20. November 1274 in Wien erfolgte Heirat zwischen Elisabeth und Albrecht.
Die Ehe Elisabeths verlief glücklich. An der Seite ihres Gatten stieg sie politisch auf und wurde zunächst 1283 Herzogin von Österreich und Steiermark. Sie besaß große Einsicht in die politischen Verhältnisse und einen bedeutenden Einfluss auf Albrecht. So bewährte sie sich als ausgleichende Persönlichkeit bei vielen Auseinandersetzungen ihres Gemahls mit lokalen Landesherren. Unter anderem wirkte sie vermittelnd beim Aufstand der Wiener gegen den Herzog, bei dessen Kampf gegen den Erzbischof von Salzburg sowie im Streit gegen den steirischen und österreichischen Adel. Ihr tiefes Verständnis für die Ausübung der Landesherrschaft erhellt sich auch aus ihren zahlreichen Stiftungen und den von ihr verliehenen Privilegien, mit denen sie vor allem die Güter ihrer Morgengabe förderte. Von Albrecht wurde sie wegen ihres politischen Talents öfters als seine Statthalterin eingesetzt. So führte sie in den schwierigen Jahren des nach dem Tod Rudolfs I. (1291) anfangs vergeblichen Ringens um die deutsche Königskrone das Regiment in den Herzogtümern für ihren abwesenden Gatten. Nach der Königswahl ihres Ehemanns wurde sie am 16. November 1298 in Aachen zur römisch-deutschen Königin gekrönt. In dieser Stellung konnte sie auch auf die große Politik Einfluss nehmen. Deshalb zog sie sich ebenso wie ihr Gemahl den Zorn des Papstes Bonifatius VIII. zu. Als Königin weilte sie oft am Hof ihres Sohnes Rudolf in Wien.
Am 1. Mai 1308 wurde König Albrecht bei Brugg an der Aare von seinem Neffen Johann Parricida (1290–1313) ermordet, da Johann sich wegen der Nichterfüllung von Ansprüchen aus der Rheinfelder Hausordnung von Albrecht hintergangen sah. Über den gewaltsamen Tod ihres Gatten war Elisabeth tief bestürzt. Außerdem hatte sie Angst, dass die Habsburger nun ihrer Stammlande verlustig gehen könnten. Sie ließ die für den Tod Albrechts Verantwortlichen und deren Unterstützer so lange gnadenlos verfolgen, bis es im September 1309 zu einer Einigung ihrer Söhne mit dem neuen König Heinrich VII. kam, woran sie eifrig mitgewirkt hatte. Mit diesem Arrangement wähnte sie die Herrschaft der Habsburger gesichert. In dieser Dynastie feindlich gesinnten Quellen wird Elisabeth wegen ihrer unerbittlichen Haltung gegenüber den Mördern ihres Ehemanns als rachsüchtige Furie gekennzeichnet.

Stift St. Paul im Lavanttal, Zugang zur Gruft der frühen Habsburger

Ihre politische Autorität konnte Elisabeth auch noch als Witwe wahren. 1311 trug sie wesentlich dazu bei, dass sich Österreich und Bayern einigten. Außerdem wurde sie im gleichen Jahr dazu bestimmt, den Schiedsspruch im Konflikt zwischen ihrem Sohn Friedrich den Schönen und ihrem Bruder Heinrich von Kärnten zu fällen.
Das Wittum Elisabeths lag im Salzkammergut; ihr gehörten Gmunden und Lauffen, in Aussee und Ischl übte sie mit ihren Söhnen gemeinsame Rechte aus. Als kluge und geschäftstüchtige Frau, die gewisse kaufmännische Talente besaß, hatte sie den Bau der Salinenanlage in Hallstatt angeregt. Die Bürger Hallstatts erlangten Marktfreiheit und das Recht, mit dem gewonnenen Salz zu handeln.
Elisabeth hatte an der Stelle, wo Albrecht ermordet worden war, das Kloster Königsfelden errichten lassen, in das sie sich gegen Ende ihres Lebens zurückzog und wo sie 1313 im Alter von etwa 50 Jahren starb und bestattet wurde. Durch die Feierliche Übersetzung der kaiserlich-königlichen-auch-herzoglich-österreichischen höchsten Leichen wurden ihre sterblichen Überreste 1770 in das Kloster St. Blasien überführt; 1809 kamen ihre Gebeine nach Stift St. Paul im Lavanttal in Kärnten, wo sie in der Stiftskirche beigesetzt wurden.

## Nachkommen
Aus der Ehe Elisabeths und Albrechts gingen 21 Kinder hervor, darunter:
- Anna (1280–1327)
  1. ⚭ 1295 Markgraf Hermann von Brandenburg
  2. ⚭ 1310 Herzog Heinrich VI. von Schlesien-Breslau
- Agnes (1281–1364) ⚭ 1296 König Andreas III. von Ungarn
- Rudolf Kaše, König von Böhmen (1282–1307)
  1. ⚭ 1300 Prinzessin Blanka von Frankreich, Tochter König Philipp III.
  2. ⚭ 1306 Prinzessin Elisabeth von Polen, Königin-Witwe Wenzel II. von Böhmen
- Elisabeth (1285–1352) ⚭ 1306 Herzog Friedrich IV. von Lothringen
- Friedrich der Schöne (1289–1330) ⚭ 1314 Infantin Elisabeth von Aragonien, Tochter König Jakob II.
- Leopold der Glorwürdige (1290–1326) ⚭ 1315 Prinzessin Katharina von Savoyen
- Katharina (1295–1323) ⚭ 1316 Herzog Karl von Kalabrien aus dem Hause Anjou
- Albrecht der Weise oder Lahme (1298–1358) ⚭ 1324 Gräfin Johanna von Pfirt
- Heinrich der Freundliche (1299–1327) ⚭ 1314 Gräfin Elisabeth von Virneburg
- Meinhard (1300–1301)
- Otto der Fröhliche (1301–1339)
  1. ⚭ 1325 Prinzessin Elisabeth von Niederbayern
  2. ⚭ 1335 Prinzessin Anna von Böhmen, Tochter von König Johann von Böhmen
- Jutta (1302–1329) ⚭ 1319 Graf Ludwig VII. von Oettingen

Neun weitere Kinder des Ehepaares starben unmittelbar nach der Geburt. Sie blieben namenlos und wurden in der Dreikönigskapelle in Tulln in Niederösterreich bestattet.